# Vendlincourt
Vendlincourt (hist. Wendlinsdorf) – miejscowość i gmina w północno-zachodniej Szwajcarii, w kantonie Jura, w okręgu Porrentruy.

## Demografia
W Vendlincourt mieszka 560 osób. W 2020 roku 7,1% populacji gminy stanowiły osoby urodzone poza Szwajcarią. 